# Tainarys inopinata
Tainarys inopinata (лат.) — вид мелких полужесткокрылых насекомых рода Tainarys из семейства Aphalaridae.

## Распространение
Встречаются в Неотропике (Парагвай).

## Описание
Мелкие полужесткокрылые насекомые (длина менее 5 мм). Внешне похожи на цикадок, задние ноги прыгательные. Рисунок на передних крыльях состоит из коричневых хорошо очерченных пятен; жилка C+Sc слабо вогнутая. Парамер широкоугольный; его внутренняя поверхность с группой щетинковидных сет у апикальной половины по заднему краю. Передние перепончатые крылья более плотные и крупные, чем задние; в состоянии покоя сложены крышевидно. Антенны короткие, имеют 10 сегментов; на 4-м, 6-м, 8-м и 9-м члениках имеется по одному субапикальному ринарию. Голова широкая. Голени задних ног с короной из нескольких равных апикальных склеротизированных шпор.
Предположительно, как и близкие виды питаются, высасывая сок растений. Растения-хозяева неизвестны. Вид был впервые описан в 1989 году под названием Leurolophus inopinatus (с 2000 года в составе рода Tainarys), а его валидный статус был подтверждён в ходе ревизии, проведённой в 2017 году швейцарским колеоптерологом Даниэлем Буркхардтом (Naturhistorisches Museum, Базель, Швейцария) и его бразильским коллегой Dalva Luiz de Queiroz (Коломбу, Парана, Бразилия).